# Aeropuerto Ejecutivo Gatineau-Ottawa
El Aeropuerto Ejecutivo Gatineau-Ottawa (en francés: Aéroport exécutif Gatineau-Ottawa) (IATA: YND, ICAO: CYND) está situado a 1 milla náutica ( 1,9 km; 1,2 millas ) al noreste de Gatineau, Quebec, al este de Canadá. Tiene una sola  pista de asfalto de 6.000 pies x 150 pies ( 1.829 m × 46 m ) orientada de este a oeste.
El aeropuerto está equipado con instalaciones Aduaneras de Canadá  para las aeronaves procedentes de fuera de Canadá, un mostrador de alquiler de vehículos y un restaurante. Varios intentos anteriores para proporcionar vuelos regulares desde el aeropuerto de Gatineau no habían tenido éxito . La mayoría de los residentes de Gatineau utilizan el cercano Aeropuerto Internacional de Ottawa/McDonald-Cartier, o viajan al Aeropuerto Internacional Pierre Elliott Trudeau de Montreal.
El aeropuerto fue inaugurado en 1978 y trasladado a la ciudad de Gatineau en 1991.